# The Haw-Hawed Couple
The Haw-Hawed Couple (рус. Парочка ха-ха) — восьмая серия восемнадцатого сезона мультсериала «Симпсоны». Была показана 10 декабря 2006 года.

## Сюжет
Мардж и Гомер занимаются любовью в своей комнате. Когда туфля Мардж попадает на кнопку перемотки кассеты магнитофона, проигрывается песня «A Horse with No Name». Прислушиваясь к песне, Барт и Лиза заходят в комнату. Уже на следующий день у Барта душевная травма. Милхаус его утешает и говорит, что ему лучше было застукать обоих родителей, чем одного из них. В это время Нельсон застает Барта и Милхауса, требует у них деньги на обед и забирает у них, а также приглашает обоих и остальных одноклассников на свой предстоящий день рождения. Барт убеждает всех своих друзей не приходить на день рождения Нельсона, Мардж заставляет его пойти к нему домой. После Дня Рождения Барт становится новым лучшим другом Нельсона. Благодаря этому, под защитой Нельсона Джимбо, Дольф и Керни не могут осмелиться издеваться над Бартом. У новообретенного друга Барта есть только один недостаток: он больше не может общаться с Милхаусом, потому что у Нельсона никогда не было лучшего друга и он слишком защищен и ревнив. В конце концов, когда Нельсон спрашивает у Барта, что он делал, пока тот был в супермаркете, Нельсон рассматривает фотографии со своего фотоаппарата (Барт вместе с Милхаусом пускал воздушных змеев), но Барт говорит ему, что занимался кражей винограда. Барту не удается перехитрить Нельсона и он не считает его после этого другом. В конечном итоге Нельсон решает простить Барта, однако Барт говорит Нельсону, что он считает себя психом. Позже, во время школьной экскурсии на Спрингфилдское водохранилище, Нельсон встречает Барта в пещере, рассказывая Барту о том, что он плохой друг. Внезапно возникает прилив, и Нельсон спасает Барта. Позже Барт возвращается домой и вспоминает хорошие времена, которые у него были с Нельсоном, обнимая «жилет Нельсона», который он получил (ссылаясь на Горбатую гору). Нельсон едет на велосипеде и кричит: «Ха-ха! Ты меня любишь!»
Тем временем Гомер находит себя в одной из фантастических книг Лизы, предпочитая читать книгу Анжелики Баттон Лизе (пародия на серию Гарри Поттера) вместо того, чтобы заниматься сексом с Мардж. Гомер, в конце концов продолжает чтение книги и обнаруживает, что один из персонажей, Грейсташ, убит, пытаясь спасти Анжелику. Услышав, что смерть Грейсташа станет концом детства Лизы, Гомер не может заставить себя прочитать последнюю главу Лизе и импровизировать счастливый конец вместо того, чтобы Грейсташ победил злого волшебника. Впоследствии Лиза читает настоящую концовку и решает, что окончание Гомера было лучше. Во время концовки Гомер показывается в Таверне Мо, все еще оплакивая потерю волшебника Грейсташа. В это время Мо, Ленни и Карл смотрят на него. Гомер считает, что никто не должен пережить книжного мага.

## Культурные отсылки
- Момент, когда Барт находится под защитой Нельсона, отсылка к фильму «Славные парни».
- Сцена, где Барт обнимает свой жилет, является отсылкой к фильму «Горбатая гора».

## Саундтреки
- В начале эпизода, где туфля Мардж попадает на кнопку перемотки кассеты магнитофона, звучит песня «A Horse with No Name», исполнителем которой является Дьюи Баннелл[англ.].

## Награды
Этот эпизод впоследствии был номинирован на премию «Эмми» в 2007 году за лучшую анимационную программу (менее одного часа), но проиграл Южному Парку. Мэтт Селман также был номинирован на Премию Гильдии сценаристов США и в категории анимации; Награда была выиграна в эпизоде мультсериала «Симпсоны» «Kill Gil: Vols. 1 & 2».